# Niebüll
Niebüll (Mooring North Frisian: Naibel; tiếng Đan Mạch: Nibøl) là một đô thị thuộc huyện Nordfriesland, bang Schleswig-Holstein, Đức.